# 柴木恒一
柴木 恒一（しばき こういち）は、岩手県立大学宮古短期大学部の専任講師。富山県出身。

## 学歴
- 1982年3月 日本大学理工学部数学科2年次退学
- 1984年3月 立教大学理学部数学科卒業
- 1986年3月 上智大学大学院理工学研究科数学専攻博士前期課程修了、理学修士
- 1992年3月 金沢大学大学院理学研究科数学専攻修士課程修了、理学修士
- 1993年9月 千葉大学大学院自然科学研究科数理・物質科学専攻後期3年博士課程退学

## 略歴
- 1987年4月 富山県魚津市立西部中学校教諭
- 1993年10月 岩手県立宮古短期大学経営情報学科助手
- 1996年4月 岩手県立宮古短期大学経営情報学科専任講師
- 1998年4月 岩手県立大学宮古短期大学部経営情報学科専任講師

## 主な著作リスト
- 山下倫範・柴木恒一 - 経営情報科学入門(1)，日本理工出版会，1996.11